# Rio Crixás-Mirim
Rio Crixás-Mirim (portugisiska: Rio Crixás Mirim) är ett vattendrag i Brasilien.   Det ligger i delstaten Goiás, i den centrala delen av landet, 400 km nordväst om huvudstaden Brasília.
Omgivningen kring Rio Crixás-Mirim är huvudsakligen savann. Området är  mycket glesbefolkat, med 4 invånare per kvadratkilometer.